# Lejšovka
Lejšovka település Csehországban, a Hradec Králové-i járásban. Lejšovka Smržov, Černilov, Libřice, Jasenná és Nový Ples településekkel határos. Lakosainak száma 221 fő (2024. január 1.).

## Népesség
A település lakosságának változását az alábbi diagram mutatja:
| Lakosok száma | 308  | 301  | 352  | 238  | 178  | 197  | 211  | 219  | 212  | 221  |
|               | 1869 | 1900 | 1921 | 1961 | 1980 | 2011 | 2016 | 2019 | 2021 | 2024 |